# Giro de la Ligúria
El Giro de la Ligúria (oficialment: Giro della Liguria) va ser una cursa ciclista que es disputa a la regió de la Ligúria, a Itàlia. Es va crear el 2001 amb el nom de Giro Riviera Ligure Ponente. El 2003 va canviar el nom i l'any següent es va córrer l'última edició.

## Palmarès
| Any  | Vencedor        | Segon             | Tercer           |
| ---- | --------------- | ----------------- | ---------------- |
| 2001 | László Bodrogi  | Andrea Ferrigato  | Freddy González  |
| 2002 | Paolo Bettini   | Fabio Sacchi      | Alberto Ongarato |
| 2003 | Danilo Di Luca  | Giuseppe Palumbo  | Wladimir Belli   |
| 2004 | Filippo Pozzato | Crescenzo D'Amore | Fred Rodriguez   |